# ليتل ميس سانشاين
ملكة جمال أطفال سنشاين فيلم أمريكي يندرج تحت نوع كوميديا دراما إنتاج 2006، تدور أحداثة حول عائلة تسافر براً من نيومكسيكو إلى كاليفورنيا لحضور مسابقة ملكة جمال الأطفال.
و يتكون فرق الزوج والزوجة من دايتون وفاليري فارس جوناثان. وقد كتب النص السينمائي الكاتب مايكل أرندت. أبطال الفيلم هم: غريغ كينير وستيف كارل، توني كوليت، دانو بول، أبيجيل برسلين والان. وتبلغ ميزانية الفيلم حوالي 8 ملايين دولار أمريكي. [1] [2] التصوير بدأ يوم 6 يونيو 2005 وتدور أحداثه لأكثر من 30 يوما في ولاية أريزونا وجنوب كاليفورنيا.

## وصلات خارجية
- ليتل ميس سانشاين على موقع IMDb (الإنجليزية)
- ليتل ميس سانشاين على موقع ميتاكريتيك (الإنجليزية)
- ليتل ميس سانشاين على موقع الموسوعة البريطانية (الإنجليزية)
- ليتل ميس سانشاين على موقع روتن توميتوز (الإنجليزية)
- ليتل ميس سانشاين على موقع نتفليكس (الإنجليزية)
- ليتل ميس سانشاين على موقع قاعدة بيانات الأفلام العربية
- ليتل ميس سانشاين على موقع ألو سيني (الفرنسية)
- ليتل ميس سانشاين على موقع Turner Classic Movies (الإنجليزية)
- ليتل ميس سانشاين على موقع أول موفي (الإنجليزية)
- ليتل ميس سانشاين على موقع بوكس أوفيس موجو (الإنجليزية)